# Parachernes ronnaii
Parachernes ronnaii är en spindeldjursart som beskrevs av Chamberlin 1931. Parachernes ronnaii ingår i släktet Parachernes och familjen blindklokrypare. Inga underarter finns listade i Catalogue of Life.